# Canora
Canora är en ort i Kanada.   Den ligger i provinsen Saskatchewan, i den sydöstra delen av landet, 2 100 km väster om huvudstaden Ottawa. Canora ligger 489 meter över havet och antalet invånare är 2 055.
Terrängen runt Canora är mycket platt. Trakten runt Canora är nära nog obefolkad, med mindre än två invånare per kvadratkilometer.. Det finns inga andra samhällen i närheten.
Trakten runt Canora består till största delen av jordbruksmark.